# NGC 1607
NGC 1607 est une galaxie lenticulaire située dans la constellation de l'Éridan. NGC 1607 a été découverte par l'astronome français Édouard Stephan en 1881.

## Caractéristiques
Sa vitesse par rapport au fond diffus cosmologique est de  4 094 ± 12 km/s, ce qui correspond à une distance de Hubble de 60,4 ± 4,2 Mpc (∼197 millions d'al).
NGC 1607 présente une large raie HI.